# Super Bowl XXXVI
Super Bowl XXXVI (36) blev spillet i Louisiana Superdome i New Orleans, Louisiana. Den 3. februar 2002.
Kampen var imellen New England Patriots og St. Louis Rams.
Kampen endte med en 20 – 17 sejr til Patriots.
QB Tom Brady blev kåret som kampens MVP.
Scoring summary:
- STL – FG: Jeff Wilkins 50 yards 3-0  St. Louis Rams.
- NE – TD: Ty Law 47 yard interception return (Adam Vinatieri kick) 7-3  New England Patriots.
- NE – TD: David Patten 8 yard pass fra Tom Brady (Adam Vinatieri kick) 14-3  New England Patriots.
- NE – FG: Adam Vinatieri 37 yards 17-3  New England Patriots.
- STL – TD: Kurt Warner 2 yard løb (Jeff Wilkins kick) 17-10  New England Patriots.
- STL – TD: Ricky Proehl 26 yard pass fra Kurt Warner (Jeff Wilkins kick) 17-17  udligning.
- NE – FG: Adam Vinatieri 48 yards 20-17  New England Patriots.

| NFL | Spire Denne artikel om NFL er en spire som bør udbygges. Du er velkommen til at hjælpe Wikipedia ved at udvide den. |